# Blekgult ängsmott
Blekgult ängsmott (Udea lutealis) är en fjärilsart som först beskrevs av Jacob Hübner 1809.  Blekgult ängsmott ingår i släktet Udea, och familjen mott. Arten är reproducerande i Sverige.

## Bildgalleri

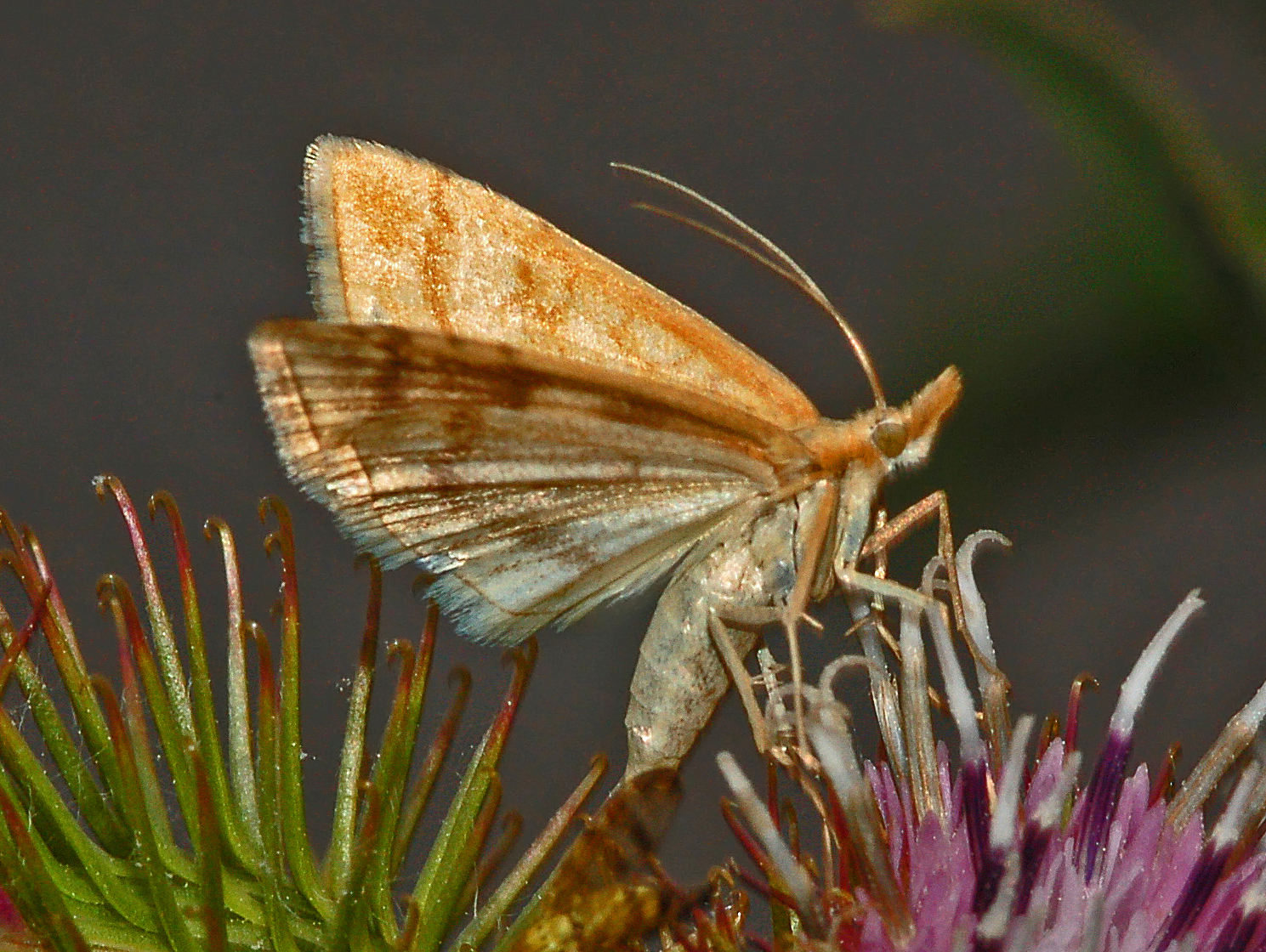
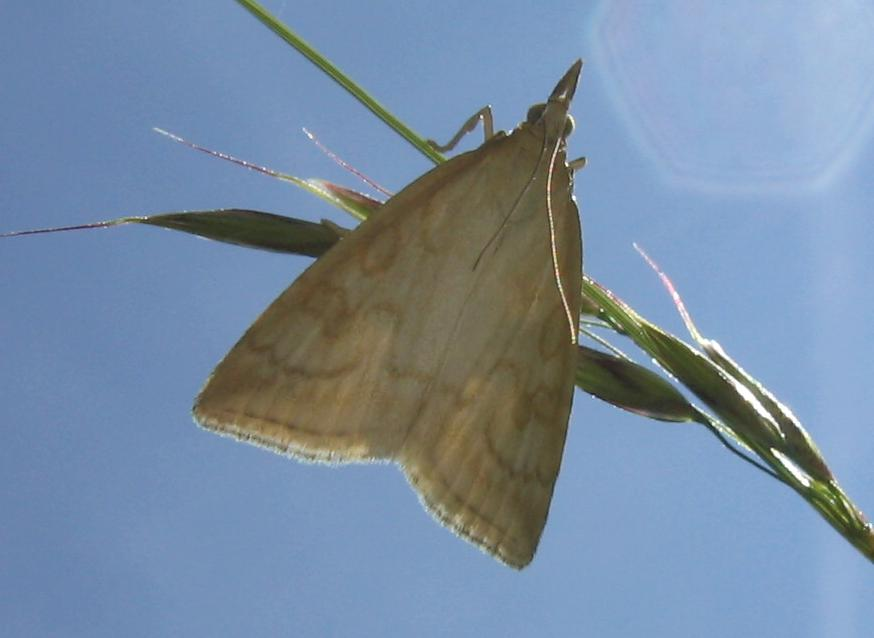
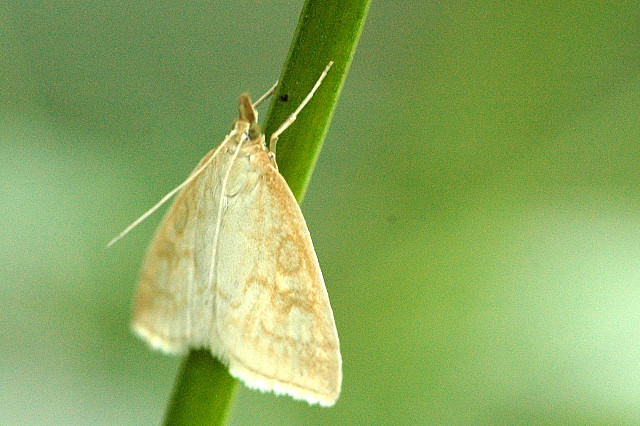
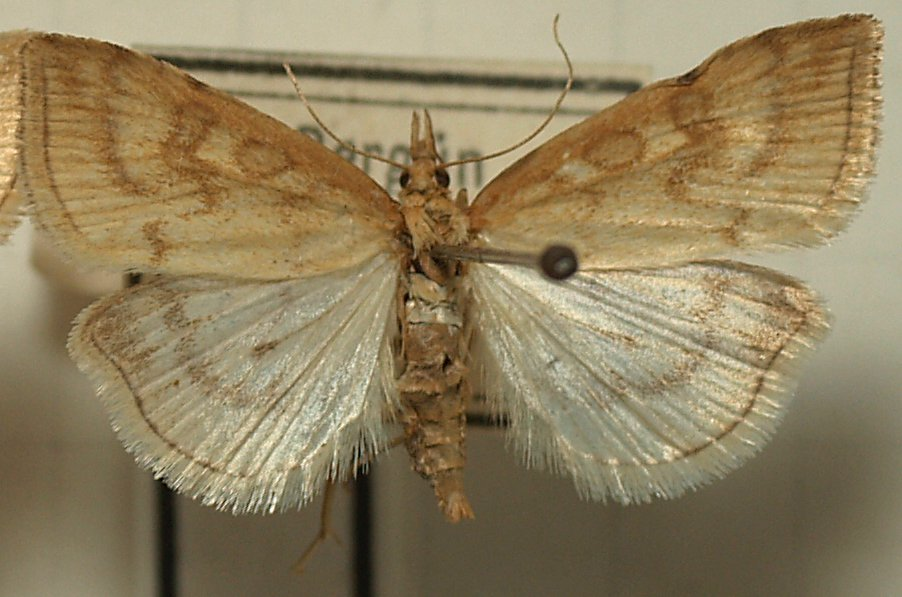